# Van der Boechorststraat
De Van der Boechorststraat is een straat in Amsterdam Buitenveldert en loopt van de De Boelelaan in het verlengde van de westelijke tak van de Gustav Mahlerlaan (tot 1997 Karel Lotsylaan genoemd) en loopt evenwijdig aan de Buitenveldertselaan noord-zuid. Naast kleinere straten komt de A.J. Ernststraat op de straat uit. Halverwege kruist de straat het Gijsbrecht van Aemstelpark en daarna de Van Nijenrodeweg waarna de straat als woonstraat verder loopt en uitkomt op De Cuserstraat waar de straat overgaat in Doornburg.
Aan de oostkant van de straat zijn op het noordelijke gedeelte de gebouwen van de Vrije Universiteit Amsterdam (waaronder het "Energiecentrum") gevestigd en aan de westkant het VU medisch centrum (ziekenhuis), de Botanische tuin Zuidas, het Joods Cultureel Centrum en Tennispark en -hal Buitenveldert. Bij de Van Nijenrodeweg staan een aantal torenflats met kantoren en verder kent de straat voornamelijk lagere woningen in het duurdere segment.
Langs het merendeel van de straat, van de A.J. Ernststraat tot Doornburg, loopt aan de oostzijde een brede, naamloze sloot, met vele bruggen.
De straat is bij een raadsbesluit van 15 januari 1958 vernoemd naar Floris van der Boechorst, baljuw van Amstelland en Waterland van 1340-1347, die vooral bekend is gebleven omdat hij als magistraat het Mirakel van Amsterdam in 1345 heeft erkend.
Sinds eind 2014 rijdt er na meer dan 41 jaar geen reguliere buslijn van het GVB meer door de straat.
Op 8 september 2015 sprong een waterleiding in deze straat, wat dagenlang voor veel overlast zorgde bij het naastgelegen ziekenhuis.

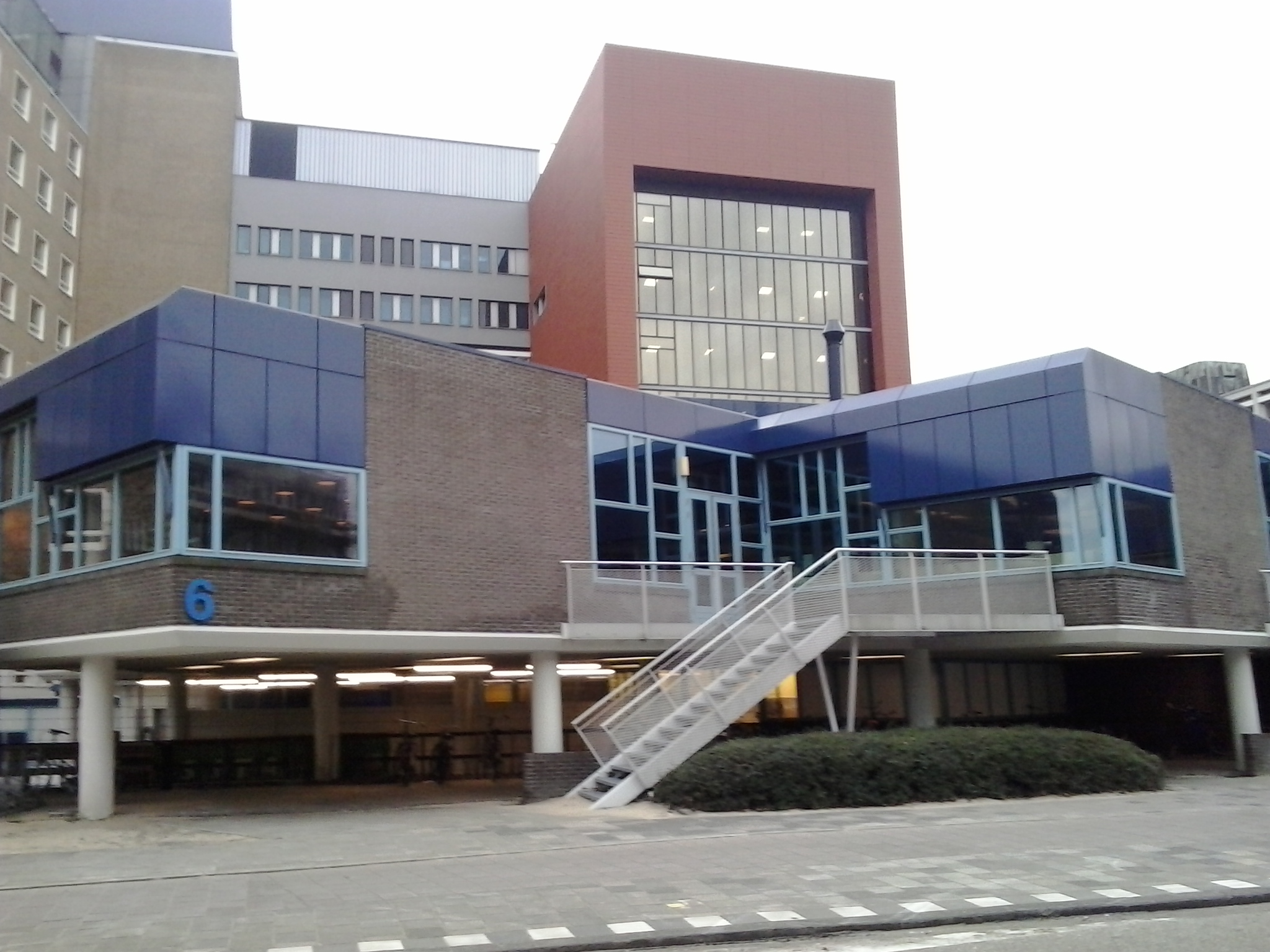
gebouw van VU medisch centrum op nr 6, bij De Boelelaan.
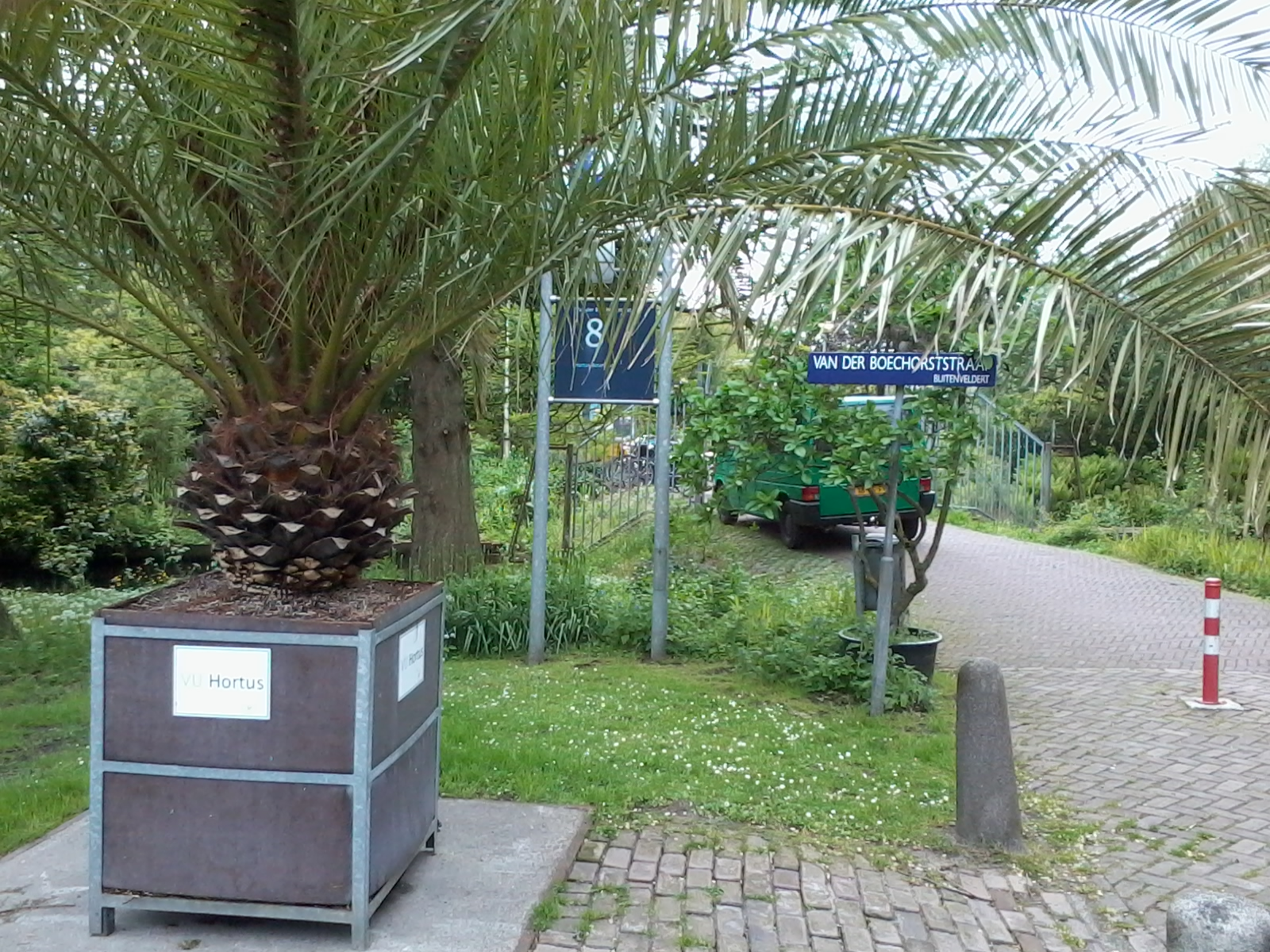
Ingang van de botanische tuin (hortus)
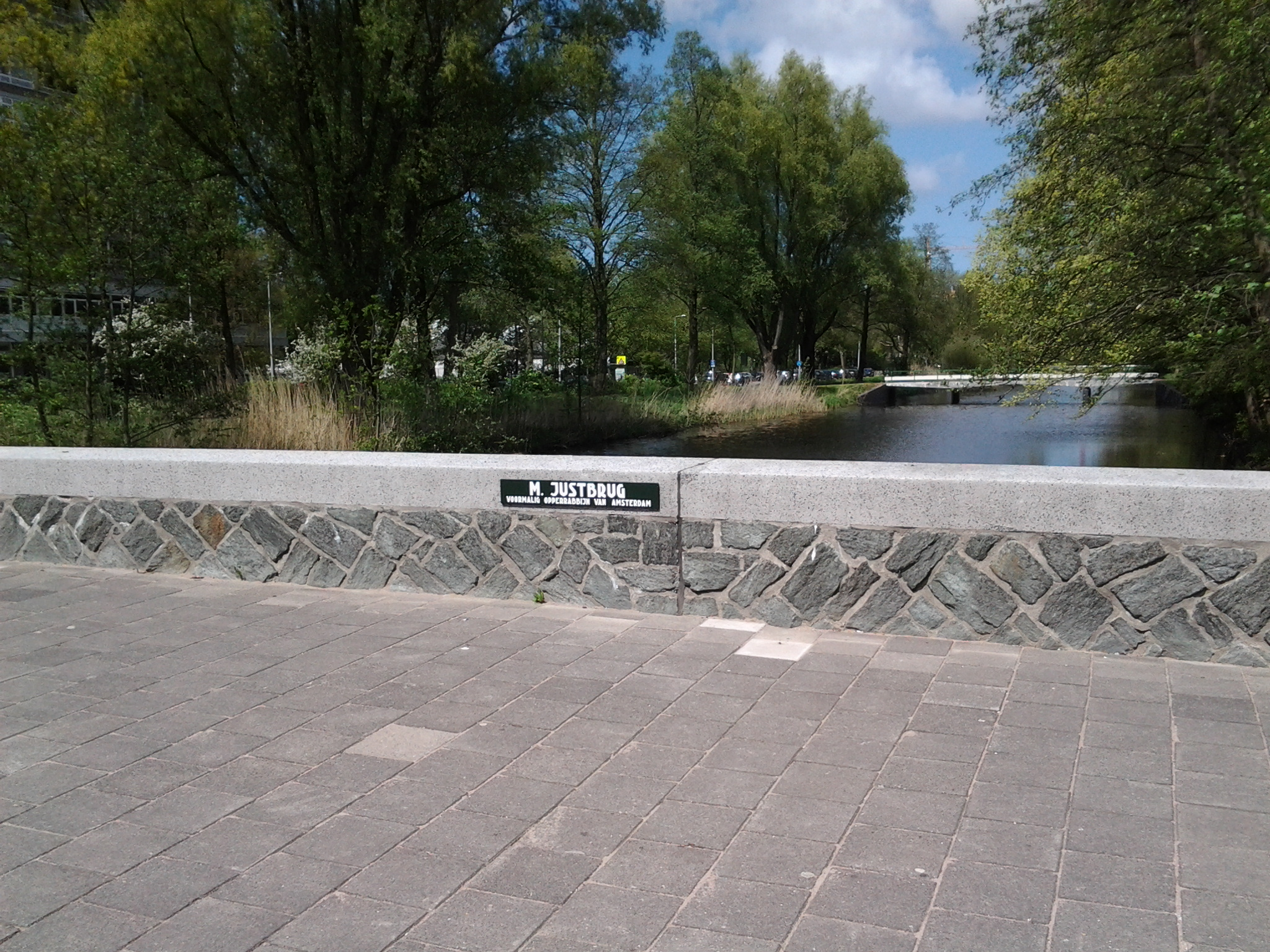
de M. Justbrug (in de Van Nijenrodeweg), links van het water loopt de Van der Boechorststraat.